# Liebesgrüße aus der Lederhose
Liebesgrüße aus der Lederhose (laut Vorspann: Liebesgrüße aus der Lederhos'n) ist eine deutsche Erotikkomödie aus dem Jahr 1973 von Franz Marischka, welche das Filmgenre der Lederhosenfilme begründete. Der Film entstand 1972 in der Umgebung von Pfronten und wurde am 15. März 1973 uraufgeführt.

## Handlung
Der Callboy Alfredo will endlich einmal ausspannen und macht Urlaub in den bayerischen Bergen. Er muss allerdings erleben, dass er gerade hier jede Menge Konkurrenten hat. Touristinnen aus aller Welt kommen ins Hotel Zum wilden Eber, um ein Erlebnis mit ganzen Männern, insbesondere dem Wirt Sepp Eber persönlich zu haben. Alfredo wird vom Konkurrenzlokal Zum müden Ochsen angeheuert, das daraufhin den Namen Zum feurigen Stier erhält. Er überlässt die Hauptarbeit aber seinem Freund Tonio, dem es schließlich zu verdanken ist, dass das Lokal eine ausgezeichnete Bewertung erhält. Die liebeshungrigen Frauen kommen alle auf ihre Kosten, nur die rivalisierenden Wirte liefern sich eine tätliche Auseinandersetzung.

## Hintergrund
Die Idee zu diesem Werk hatte Franz Marischka 1972 aufgrund eines Artikels in der Münchner tz unter dem Titel Die Saisongockel von Garmisch-Partenkirchen über die angeblichen Wünsche von Touristinnen an ihre bayerischen Wirte.
Der Film begründete die spezifisch bayerisch-alpenländische Form des Erotikfilms und fand zahlreiche Nachfolger und Nachahmer. Zugleich bedeutete er für den damals kaum bekannten Volkssänger Peter Steiner den Einstieg in eine beachtliche Karriere. Liebesgrüße aus der Lederhose wurde ein überragender Erfolg und sorgte nach den Worten von Franz Marischka für einen enormen Anstieg des Tourismus in Pfronten.

## Indizierung
Die Bundesprüfstelle für jugendgefährdende Schriften setzte die Videokassette auf den Index. Als Begründung führte sie an, der Film zeichne ein „unappetitliches und schmieriges Bild menschlicher sexueller Identität.“ Eine stark gekürzte Fassung wurde schließlich freigegeben.

## Kritiken
„Das ist Lederhosen-Klamauk, den niemand ernsthaft gut, aber trotzdem kultig findet. Es geht hier nur um Sex, und das Klischee des Dummbayern in Trachten und Lederhose bekommt hier neue Nahrung. Dralle Weiber, frische Dummchenblondinen, strunzdumme Männer und krachlederner Ulk treffen hier aufeinander und obwohl alles unglaublich schlecht ist, ist alles auch wieder total abgefahren.“

„Bayerische Buam bumsen brünstige Blondinen (im Urlaub). Ein wirklich intellektuelles Vergnügen.“